# Цепляев, Роман Никифорович
Роман Никифорович Цепляев (1914 год, Рождественка (сегодня — Колпнянский район, Орловская область), Орловская губерния, Российская империя — дата и место смерти не известны, СССР) — колхозник, Герой Социалистического Труда (1948)

## Биография
Родился в 1914 году в селе Рождественка Орловской губернии. С 1930 года работал в местном колхозе. Участвовал в Великой Отечественной войне, также в войне участвовал его брат Цепляев Федор Никифорович, который пропал без вести. В конце 1943 года получил тяжёлое ранение, после чего его демобилизовали. Отправился в Казахскую ССР, где стал проживать в Талды-Курганской области. Работал заведующим овцеводческой фермы и позднее бригадиром полеводческой бригады в колхозе «Победа» Андреевского района.
В 1947 году полеводческая бригада, руководимая Романом Цепляевым, собрала 36 центнеров пшеницы с площади в 35 гектаров, за что он был удостоен звания Героя Социалистического Труда.

## Награды
- Герой Социалистического Труда — Указом Президиума Верховного Совета от 28 марта 1948 года.
- Орден Ленина (1948);

## Источник
- Герои Социалистического труда по полеводству Казахской ССР. Алма-Ата. 1950. 412 стр